# خرشنة هجينة

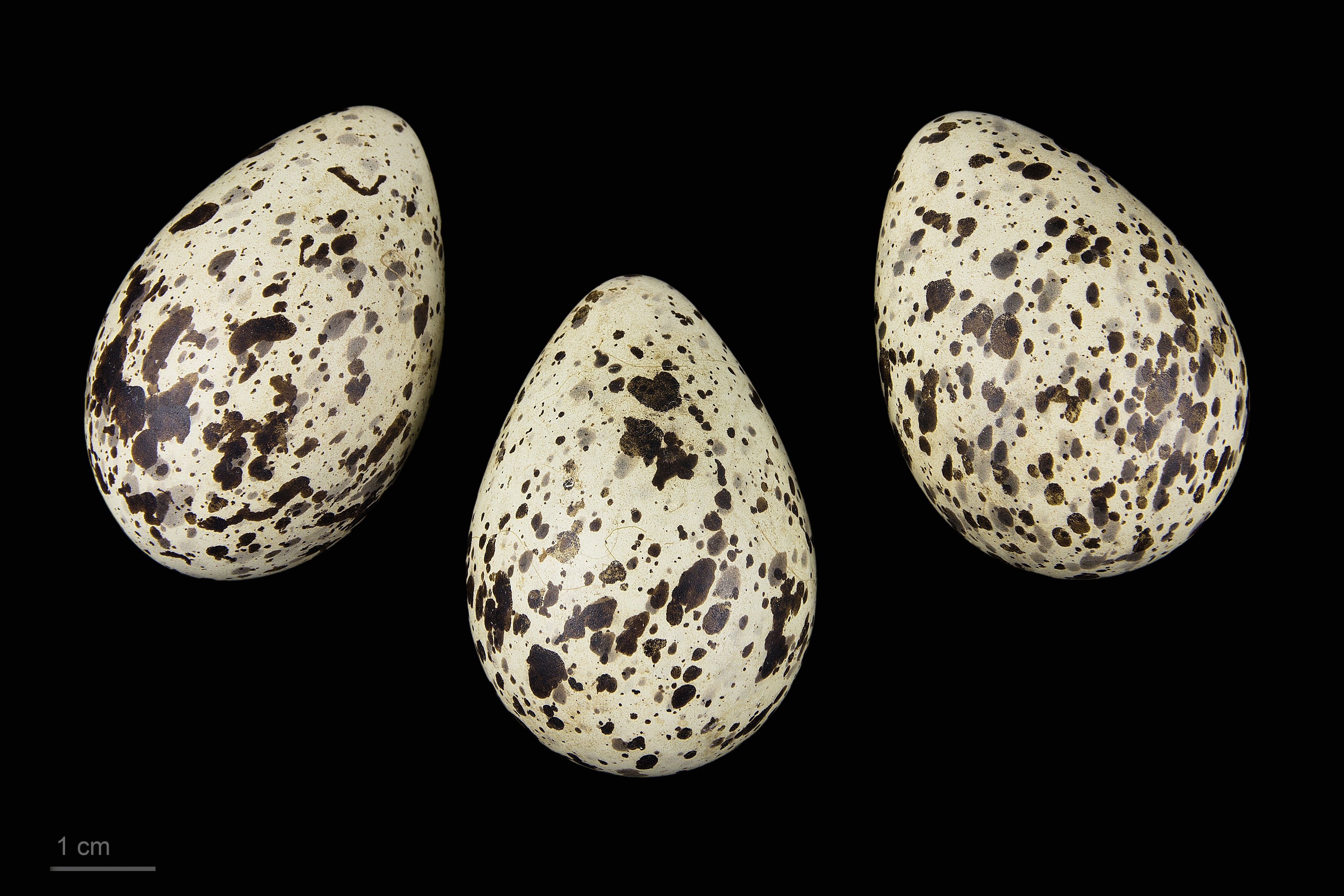
Chlidonias hybrida hybrida

خرشنة هجينة (الاسم العلمي:Chlidonias hybrida) (بالإنجليزية: Whiskered Tern)‏ هو نوع من الطيور يتبع جنس الجزم من الفصيلة النورسية.